# Aeroporto Internazionale di Vitória
L'Aeroporto Internazionale di Vitória-Eurico de Aguiar Salles (in portoghese Aeroporto Internacional de Vitória – Eurico de Aguiar Salles) è uno scalo aereo brasiliano che serve la città di Vitória, capitale dello stato di Espírito Santo.

## Storia
L'aeroporto è stato costruito negli anni '30 e nel 1943 sono stati realizzati una pista in cemento e un terminal passeggeri.
Nel 2005 sono iniziati i lavori di ristrutturazione dell'aeroporto. I progetti comprendevano un terminal passeggeri situato su una seconda pista e una torre di controllo. Il vecchio terminal è stato convertito in un terminal merci internazionale. La costruzione, costata inizialmente 300 milioni di BRL, è stata più volte paralizzata nel 2006 e nel 2007, lasciando la costruzione praticamente abbandonata e ritardata da prezzi eccessivi e distrazione di fondi. È stato terminato nell'aprile 2018.
Tra il 1975 e il 2019 è stato gestito da Infraero. Il 15 marzo 2019 Flughafen Zürich AG ha ottenuto una concessione trentennale per la gestione dell'aeroporto.

### Incidenti
- 19 dicembre 1949: un Douglas C-47A-30-DK Dakota III della Aerovias Brasil, immatricolato PP-AXG, scomparve durante un volo di addestramento dopo essere decollato da Vitória. Probabilmente si è schiantato in mare. Tutti i 6 passeggeri e l'equipaggio sono morti[1].
- 3 aprile 1955: un Curtiss C-46A-60-CK Commando della Itaú immatricolato PP-ITG colpì una collina a 2 miglia dalla pista mentre era in avvicinamento strumentale a Vitória. L'equipaggio di 3 persone morì[2].
- 9 maggio 1962: un Convair 240-D della Cruzeiro do Sul, immatricolato PP-CEZ, in fase di avvicinamento finale a Vitória ha colpito un albero a 40 m di altezza, a 1.860 m dalla pista. Avrebbe dovuto trovarsi a 150 m. Dei 31 passeggeri e dell'equipaggio a bordo 28 sono morti[3].